# Calumma peyrierasi
Calumma peyrierasi är en ödleart som beskrevs av  Brygoo BLANC och DOMERGUE 1974. Calumma peyrierasi ingår i släktet Calumma och familjen kameleonter. IUCN kategoriserar arten globalt som sårbar. Inga underarter finns listade.